# 极限空间
《极限空间》（西班牙語：La habitación de Fermat）是由路易斯·佩德拉希塔和羅德里戈·索芬尼亞執導的2007年西班牙驚悚電影，讲述“费马”邀请三位數學家和一位發明家到一所房子裡，谎称开会解決一個巨大的謎題，实则将众人困在一個房間裡，牆壁慢慢向内挤压，四人必須解決一道道難題才能逃出生天的故事。
本片於2007年11月16日在西班牙首映，首週末票房收入約284,000美元。